# De Jonge Samoerai: De Terugkeer van de Krijger
De Terugkeer van de Krijger is het negende en laatste deel in de fictiereeks De Jonge Samoerai, geschreven door de Engelse auteur Chris Bradford.
Het boek verscheen in september 2019 in zowel Engeland als in Nederland.

## Samenvatting
Jack heeft zich een weg door Japan gevochten, ninja's en samoerai's verslagen en de woeste zeeën getrotseerd om rond de wereld te varen. Dit alles met één doel voor zijn ogen: terugkeren naar Londen en herenigd worden met zijn zus Jess. Maar wanneer Jack zijn voet zet op de Engelse bodem, voelt hij zich verder van huis dan ooit tevoren. Zijn zus is verdwenen en de stad wordt geteisterd door een dodelijke plaag. Terwijl een duister schaduw hem nauwlettend in de gaten houdt, begint de tijd te dringen. Jack en zijn vrienden moeten Jess vinden voor het te laat is.

## Andere boeken in deze serie in het Nederlands
- De Weg van de Krijger (15 januari 2009)
- De Weg van het Zwaard (27 oktober 2009)
- De Weg van de Draak (16 november 2010)
- De Ring van Aarde (26 augustus 2013)
- De Ring van Water (4 september 2014)
- De Ring van Vuur (8 mei 2015)
- De Ring van Wind (15 juli 2015)
- De Ring van de Hemel (20 november 2015)